# Regueira de Pontes
Regueira de Pontes is een plaats (freguesia) in de Portugese gemeente Leiria en telt 2263 inwoners (2001).